# Jardín de la Reina (Aranjuez)
El jardín de la Reina es un jardín histórico localizado junto al Palacio Real de Aranjuez. Desde 1931 es Bien de Interés Cultural y desde 2001 es Patrimonio de la Humanidad como parte de la declaración Paisaje cultural de Aranjuez.

## Historia
Está ubicado junto al ala norte del Palacio, solapado tras su fachada principal, al igual que su simétrico jardín del Rey. El espacio que ocupa presenta una planta trapezoidal debido al trazado de la Ría, ya que esta no es paralela al palacio. El jardín estaba incluido en la concepción original del conjunto palaciego pero durante mucho tiempo fue únicamente una explanada a través de la cual se accedía desde el palacio a los jardines de la Isla —con el que está conectado mediante dos puentes— y del Parterre. La primera mejora debió tener lugar entre 1869 y 1872, cuando se colocó un surtidor de mármol. En 1889, al trasladar el grupo escultórico de Ceres del jardín del Príncipe al jardín del Parterre, las tres pequeñas fuentes que había en el estanque central de este último se liberaron; dos de ellas se colocaron en los jardines del Rey y de la Reina, por lo que la plantación del jardín debió tener lugar en los últimos años del siglo XIX.

## Descripción

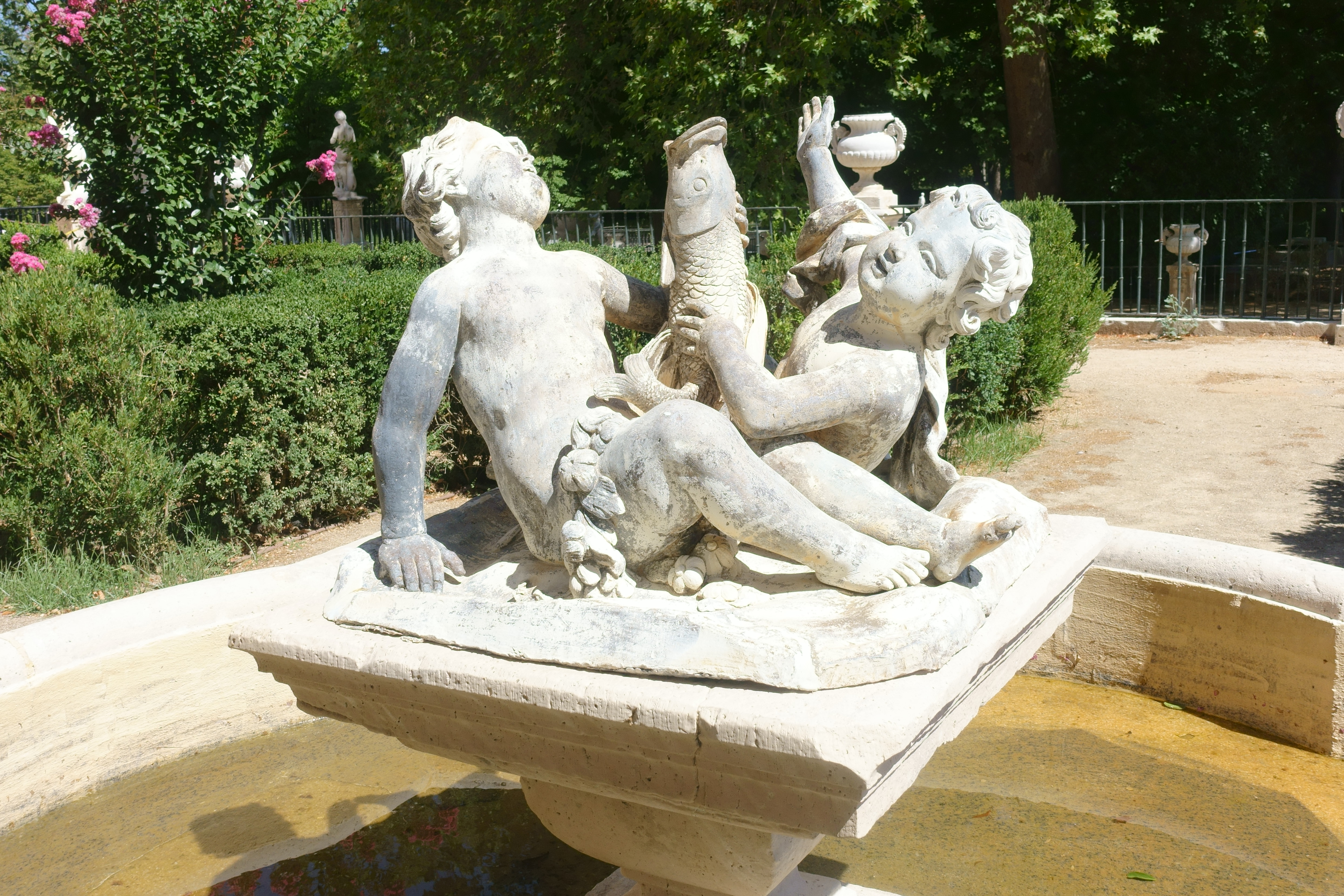
Grupo escultórico en el centro del jardín

Presenta un diseño similar al jardín del Rey pero con elementos de menor tamaño; planta cruciforme, cuyos ejes principales se encuentran en el centro dando lugar a una plaza cuadrada, y fuente central de piedra de Colmenar. A esos ejes se añaden otros dos transversales para crear ocho cuadros de plantación, los cuales se acompañan de rosales y remates en bola en las esquinas. La fuente es de planta mixtilínea y posee un grupo escultórico de una pareja de amorcillos sujetando un pez.